# Clã Kōriki
O clã Kōriki (高力氏, Kōriki-shi) foi um clã do Japão proeminente durante o Período Sengoku. Como vassalos do clã Tokugawa, os Kōriki se tornaram daimyo no Período Edo.